# عبد البصير (اسم)
عبد البصير هو اسم عربي يطلق على الذكور وهو مكون من جزأين هما «عبد» و «البصير». والبصير هي اسم من أسماء الله الحسنى المذكورة في القرآن. 